# Ge Hong
Ge Hong (ur. ok. 283, zm. ok. 343) – chiński arystokrata, uczony i alchemik taoistyczny żyjący w okresie dynastii Jin.
Pochodził z dobrze sytuowanej rodziny, mieszkającej w Danyang w prowincji Jiangsu. W młodości otrzymał klasyczne wychowanie konfucjańskie, później jednak zwrócił się ku taoizmowi; w swojej późniejszej pracy próbował połączyć obie te szkoły, czerpiąc z konfucjanizmu wartości etyczne, zaś z taoizmu metafizykę i alchemię.
Znajdując się pod silnym wpływem popularnych wówczas okultystyczno-alchemicznych szkół taoistycznych, poświęcił się poszukiwaniu sposobów osiągnięcia nieśmiertelności.
Jego głównym dziełem jest Baopuzi (抱朴子), dzielące się na część wewnętrzną i zewnętrzną. W części wewnętrznej opisał szczegółowo techniki i praktyki prowadzące do zdobycia nieśmiertelności i zharmonizowania energii yin i yang, jak również opisy rozmaitych magicznych ziół, talizmanów czy eliksirów. W części zewnętrznej zawarł natomiast swoją autobiografię oraz myśli w duchu konfucjańskim. Napisał również Shenxian zhuan (神仙傳), zawierający biografie nieśmiertelnych.